# Земля Бюнсова
Земля Бюнсова (норв. Bünsow Land) — часть территории острова Западный Шпицберген (архипелаг Шпицберген, Норвегия).
Земля Бюнсова расположена на побережье внутренней части Исфьорда. Представляет собой полуостров, зажатый между тремя ответвлениями Исфьорда — Бильлефьордом, Сассенфьордом и Темпелфьордом. Название дано в честь шведского предпринимателя Фридриха Бюнсова (1824—1897) .
На территории Земли Бюнсова расположен национальный парк Сассен-Бюнсов Ланд.